# Combat de Gurupá
Le combat de Gurupá est un engagement naval livré sur l'Amazone le 9 janvier 1640 ou 1639 dans l'État du Pará, au Brésil, durant la guerre de Trente Ans (1618-1648).
João Pereira de Cáceres, commandant du fort portugais de Gurupá (pt), attaque avec plusieurs canots une patache hollandaise, qui transportait une expédition destinée à conquérir les postes lusitaniens d'Amazonie, et s'en empare à la suite d'un violent abordage.